# Giulio Bevilacqua
Giulio Bevilacqua (Isola della Scala, 15 settembre 1881 – Brescia, 6 maggio 1965) è stato un cardinale e arcivescovo cattolico italiano.

## Biografia
Nacque a Isola della Scala il 15 settembre 1881 da genitori solandri di Termenago, Mattia Bevilacqua e Carla Olivari.
Il 13 giugno 1908 fu ordinato sacerdote della Confederazione dell'Oratorio di San Filippo Neri.
Dal 12 giugno 1943 al 16 aprile 1944 fu cappellano militare dell'Accademia navale di Livorno.

### Ministero episcopale e cardinalato
Il 15 febbraio 1965 papa Paolo VI lo nominò arcivescovo titolare di Gaudiaba, in vista della creazione cardinalizia. Il 18 febbraio seguente ricevette l'ordinazione episcopale, nella chiesa dei Santi Faustino e Giovita a Brescia, dal vescovo Luigi Morstabilini, coconsacranti i vescovi Giuseppe Carraro e Carlo Manziana.
Nel concistoro del 22 febbraio 1965 papa Paolo VI lo creò cardinale diacono di San Girolamo della Carità. Restò parroco anche dopo la creazione a cardinale, divenendo così il primo "cardinale-parroco" della Chiesa cattolica.
Divenne membro della Congregazione per i religiosi e della Congregazione dei riti.
Morì a Brescia, nella sua parrocchia di via Chiusure, il 6 maggio 1965 all'età di 83 anni e sette mesi. Dopo le esequie, cui prese parte il cardinale Giovanni Colombo, fu sepolto nella cripta della chiesa di Santa Maria della Pace in Brescia.
Appare nella miniserie televisiva Paolo VI - Il papa nella tempesta del 2008, dove è interpretato da Antonio Catania.

## Genealogia episcopale
La genealogia episcopale è:
- Cardinale Scipione Rebiba
- Cardinale Giulio Antonio Santori
- Cardinale Girolamo Bernerio, O.P.
- Arcivescovo Galeazzo Sanvitale
- Cardinale Ludovico Ludovisi
- Cardinale Luigi Caetani
- Cardinale Ulderico Carpegna
- Cardinale Paluzzo Paluzzi Altieri degli Albertoni
- Papa Benedetto XIII
- Papa Benedetto XIV
- Papa Clemente XIII
- Cardinale Marcantonio Colonna
- Cardinale Giacinto Sigismondo Gerdil, B.
- Cardinale Giulio Maria della Somaglia
- Cardinale Carlo Odescalchi, S.I.
- Cardinale Costantino Patrizi Naro
- Cardinale Lucido Maria Parocchi
- Cardinale Agostino Gaetano Riboldi
- Vescovo Francesco Ciceri
- Arcivescovo Giovanni Cazzani
- Vescovo Giuseppe Piazzi
- Vescovo Luigi Morstabilini
- Cardinale Giulio Bevilacqua, C.O.

## Opere
- La luce nelle tenebre, Roma, Studium, 1921. 2ª ed. ampliata: 1946.
- Eroismo senz'ali, Brescia, Pea, 1922.
- L'uomo che conosce il soffrire, Roma, Studium, 1933. 2ª ed.: 1940. 3ª ed.: 1942. 4ª ed.: prefazione di Igino Giordani, introduzione di Franz Schmal, 1947. Nuova ed. riveduta e ampliata: 1964.
- Equivoci, mondo moderno e Cristo, Brescia, Morcelliana, 1952. 2ª ed. riveduta e aumentata: prefazione di Aldo Ferrabino, 1953.
- Cristo contemporaneo, Milano, Missione di Milano, 1957. Nuova ed. (con un ricordo del cardinale Bevilacqua di Jean Guitton), Vicenza, La locusta, 1966.
- Scritti e testimonianze, Brescia, La Scuola, 1965.
- Scritti fra le due guerre, Brescia, La Scuola, 1968.
- Parole ai sacerdoti (corso di esercizi spirituali tenuti a S. Fidenzio, Novaglie, Verona), Brescia, Morcelliana, 1983. ISBN 88-372-1187-2.